# Мецгер, Йона
Йона Мецгер (ивр. יונה מצגר‎; родился 4 августа 1953 года в Хайфе) — бывший Главный Ашкеназский раввин Израиля. В 2013 году был вынужден уйти со своего поста из-за обвинений его самого и некоторых его подчиненных в обмане (фроде), взяточничестве и мошенничестве.

## Биография
Родился в Хайфе. Служил в ЦАХАЛе капелланом (раввином) и дослужился до чина капитана. Участник нескольких войн Израиля. Занимал пост главного раввина Тель-Авива. Впервые был обвинён в финансовых махинациях в 2005 году, что породило юридическую войну между раввинатом и прокуратурой в судах и общественную дискуссию по поводу необходимости иметь в Израиле двух главных раввинов — ашкеназского и сефардского (по состоянию на конец 2013 года преобладает мнение о переходе к единому посту в ближайшее время). Сторонникам отставки Мецгера удалось на время отстранить его от должности главы верховного раввинского суда, но затем раввин смог вновь занять её.

## Главный раввин
Занимал пост в 2003—2013 годах.
Старался развивать связи с еврейскими диаспорами и был новатором в деле стандартизации и осовременивания кошерных стандартов, в частности, по вопросу бишуль акум. В автобусном конфликте занимал примирительную позицию, призывая хареди (религиозных евреев) не навязывать свой образ жизни остальному населению страны. Критиковал практику оплёвывания молодыми хареди христианских священников. Признает геноцид армян и высказывался в пользу признания такового Израилем на официальном уровне, что сделало его весьма популярным в Армении.
Йона Мецгер активно участвовал в межконфессиональном диалоге, общался и планировал проект «ООН религий» с Далай-Ламой, переписывался с Папой Римским Бенедиктом XVI и осуществил визит в Индию, где провёл переговоры с лидерами индуистов по вопросам взаимодействия общин.

## Позиция попалестинскому вопросу
Является сторонником трансферта палестинцев. Жестко критиковал мусульман, заявляя, что у них есть Мекка и Медина, но нет никаких прав на Иерусалим.

## Скандал 2013 года
В июне 2013 года правоохранительные органы Израиля пришли с обысками в офисы Мецгера. Обвинения касались присваивания пожертвований и отмывания денег
В рамках сделки со следствием Мецгер должен был быть приговорён к 3,5 годам лишения свободы, но на суде этот срок был увеличен ещё на год. Судья отметил, что соглашение со следствием помогло Мецгеру избежать заключения сроком 7 лет или больше: правоприменительная практика в делах о мошенничестве со стороны раввинов показывает, что признанные виновными подсудимые получают от 6 до 9 лет заключения.

## Работы
Йона Мецгер опубликовал следующие тексты:
- Miyam Ha halacha (Море Галахи) — антология его респонс в бытность главным раввином Тель-Авива
- Sufa Bamidbar (Буря в пустыне) — сборник респонс, посвящённых первой Войне в Заливе
- B’Magalei Hachaim (Круги жизни) — двухтомник, удостоенный наград Президента Израиля.